# Villette (Meurthe-et-Moselle)
Villette é uma comuna francesa na região administrativa de Grande Leste, no departamento de Meurthe-et-Moselle. Estende-se por uma área de 4,63 km². Em 2010 a comuna tinha 184 habitantes (densidade: 39,7 hab./km²).